# 오준
오준(吳俊, 1955년 10월 4일 ~ )은 대한민국의 외무공무원이다. 駐 유엔 대표부 대사이자 UN 경제사회이사회 의장이다.

## 생애
아버지는 독립 유공자로서 외교부의 창설 멤버인 오우홍 미국 초대영사이며, 어머니는 건국대학교 학장을 역임한 진인숙 여사다. 어머니의 고향이 개성이고 장인도 함경도에서 월남한 실향민이라 평소 북한의 인권 문제에 관심을 가져왔다고 한다.
1978년 외교부에 입부하여 외교관 생활의 3분의2 이상을 UN 등 다자외교 분야에서 근무했다.
2014년 12월 22일 북한 인권 상황이 최초로 정식 의제로 채택된 유엔 안전보장이사회 회의에서 북한 인권에 대한 연설로 화제를 모았다.
2015년 7월 한국인 최초로 UN 경제사회이사회의 의장으로 선출되었다.
2016년 3월 2일 유엔 안전보장이사회에서 대북제재결의안이 통과된 후 북한의 도발과 핵무기 개발 중단을 촉구하였다.

## 학력
- 경기고등학교
- 서울대학교 불어불문학 학사
- 런던 대학교대학원 비교정치학 석사
- 스탠퍼드 대학교 국제정책학 석사

## 경력
- 1978년 5월 제12회 외무고시 합격
- 1978년 8월 외무부
- 1985년 2월 주유엔대한민국대표부 2등 서기관
- 1992년 7월 외무부 외교안보연구원 외국어교육과 과장
- 1993년 8월 외무부 장관 보좌관
- 1995년 2월 외무부 국제연합국 국제연합정책과장
- 1996년 12월 ~ 1999 주말레이시아대한민국대사관 참사관
- 1999년 외교안보연구원 안보통일연구부 연구관, 부이사관
- 1999년 7월 ~ 2001년 외교통상부 외교정책실 ASEM업무담당 심의관
- 2001년 ~ 2003년 외교통상부 외교정책실 국제기구 제2심의관
- 2003년 ~ 2005년 외교통상부 외교정책실 국제기구 정책관
- 2005년 7월 주유엔대한민국대표부 차석대사
- 2006년 3월 국제연합군축위원회 의장
- 2007년 8월 외교통상부 장관 특별보좌관
- 2008년 3월 외교통상부 다자외교조정관
- 2010년 1월 ~ 2013년 제15대 주싱가포르 대한민국 대사관 대사
- 2013년 9월 ~ 2016년 11월 제24대 주유엔대한민국대표부 대사
- 2015년 7월 UN 경제사회이사회 의장
- 2017년 1월 재단법인 한미동맹재단 이사(외교)
- 2017년 3월 ~ 경희대학교 평화복지대학원 유엔평화학과 교수
- 롯데로지스틱스 사외이사
- 2018년 3월 CJ CGV 사외이사
- CJ CGV 감사위원회 위원
- CJ CGV 보상위원회 위원
- CJ CGV 사외이사 후보추천위원회 위원장
- CJ CGV 내부거래 위원회 위원
- 재단법인 한미동맹재단 고문
- 세이브더칠드런코리아 이사장
- 2021년 4월 ~ 제10대 한국아동단체협의회 회장
- 2025년 1월 ~ 국제 세이브더칠드런 연맹 이사
- 2025년 7월 ~ 2025년 8월 광복 80년 기념사업추진위원회 위촉위원